# Francesco Fancello
Francesco Fancello (Oristano, 19 marzo 1884 – Roma, 1970) è stato un politico e scrittore italiano.

## Biografia
Terzo figlio di Pietro Fancello, magistrato dorgalese che sarà presidente di sezione della Corte di cassazione, e di Giovanna Marche di Osidda, si laurea in giurisprudenza, combatte nella prima guerra mondiale come ufficiale degli Arditi e viene decorato con due medaglie d'argento. Nel dopoguerra si stabilisce a Roma, vince il concorso agli Ospedali Riuniti e in pochi anni ne diventa direttore amministrativo. Collabora alla rivista "Volontà" di Vincenzo Torraca e alla nascita dell'Associazione Nazionale Combattenti. Fonda con Camillo Bellieni ed Emilio Lussu il Partito Sardo d'Azione, collabora alle riviste "Solco" e "Critica politica" diretta dal repubblicano federalista Oliviero Zuccarini.
Con l'affermarsi del fascismo, perde l'incarico agli Ospedali Riuniti e si trasferisce a Montepulciano come amministratore della tenuta di famiglia e precettore dei figli del conte Lucangelo Bracci Testasecca. Tiene i contatti col gruppo romano di "Giustizia e Libertà", ma, in seguito a una spiata di Carlo Del Re, definito da Ernesto Rossi la "spia del regime" , nell'autunno del 1930 viene arrestato, processato con Cesare Pintus e Nello Traquandi dal Tribunale speciale e condannato a dieci anni di reclusione. Ne trascorre cinque in carcere e cinque al confino a Ponza e Ventotene.
Dopo l'8 settembre del 1943 viene liberato e partecipa a Roma, occupata dai tedeschi, all'organizzazione del Partito d'Azione, ricoprendo l'incarico della edizione nazionale clandestina dell'organo del partito "Italia libera", ed entrando nella giunta militare del Comitato di liberazione nazionale. Dopo la liberazione passa al PSI, dirigendo a Genova con Sandro Pertini "Il Lavoro" e coltivando la passione per la narrativa. Per tutte le sue opere utilizzò lo pseudonimo di "Francesco Brundu".

## Opere principali
- Il Partito d'Azione nei suoi metodi e nei suoi fini, Roma, Poligrafica Italiana, 1944
- Il diavolo tra i pastori, Roma, Mondadori, 1945
- Il salto delle pecore matte, Roma, De Carlo 1949
- Adalgisa e altri racconti, prefazione Nicola Tanda, Sassari, Edes, 1997